# Zostérops des Togian
Zosterops somadikartai
Espèce
Statut de conservation UICN

 NT  : Quasi menacé
Le Zostérops des Togian (Zosterops somadikartai) est une espèce de passereaux de la famille des Zosteropidae.

## Répartition
Cet oiseau est endémique des îles Togian en Indonésie.

## Classification
Le nom valide complet (avec auteur) de ce taxon est Zosterops somadikartai Indrawan (d), Rasmussen & Sunarto (d), 2008,.
En 2008, cette espèce d'oiseaux n'était connue que de son holotype collecté le 27 juillet 2003.
Ce taxon porte en français le nom vernaculaire ou normalisé suivant : Zostérops des Togian.

### Étymologie
Son épithète spécifique, somadikartai, lui a été donnée en l'honneur de l'ornithologue indonésien Soekarja Somadikarta (d) (1930-), éminent taxonomiste aviaire, qui a encouragé Mochamad Indrawan à s'intéresser à la taxonomie des oiseaux de Célèbes.

### Publication originale
- (en) Mochamad Indrawan, Pamela C. Rasmussen et Q22113481, « A New White-Eye (Zosterops) from the Togian Islands, Sulawesi, Indonesia », The Wilson Journal of Ornithology, Wilson Ornithological Society (d) et inconnu, vol. 120, no 1,‎ mars 2008, p. 1-9 (ISSN 1559-4491 et 1938-5447, OCLC 62791211, DOI 10.1676/06-051.1, lire en ligne).